# 유점토
유점토(油粘土) 또는 유토(油土)는 모델링 점토의 일종이다.
가소재로서 사용하는 것 중에 찰흙인 유토(油土)가 있다. 인조 찰흙이라고도 한다. 산화아연(酸化亞鉛)을 주성분으로 하고 거기에 유황(硫黃)·납(蠟), 올리브유(油) 등을 혼합하여 제조한 것이다. 빛깔은 암록색(暗綠色), 황토색(黃土色), 암적색(暗赤色) 등이 있다. 이탈리아제(製)의 유토는 역사도 오래고 잘 연구되어 있다. 질(質)은 조밀하고 한서(寒暑)에 대하여 경연(硬軟)의 차이가 적어서 가장 우수한 것으로 알려져 있다. 유토의 특질은 건조, 균열, 응고 등이 적고 탄력성, 점착력이 있어서 천연의 찱흙보다 조금 가볍다. 항상 일정한 부드러움을 유지하고 있으므로 일부러 반죽할 필요가 없다. 유토의 또 한가지 특징은 즉흥적으로 기분이 내키는 대로 만들 수가 있다. 불완전한 축(心)이라도 충분히 형(型)을 유지할 수 있다. 대작의 시도나 소품 제작 따위에 가장 적합하다.

## 같이 보기
- 모델링 점토

1. ↑  《글로벌 세계대백과사전》, 〈유토〉